# Strategic Arms Reduction Treaty
START (englisch Strategic Arms Reduction Treaty, deutsch Vertrag zur Verringerung strategischer Waffen) ist ein zwischen den Vereinigten Staaten und der Sowjetunion bzw. Russland ausgehandeltes Abrüstungsabkommen zur gemeinsamen allmählichen Reduzierung strategischer Trägersysteme für Nuklearwaffen.
Die Gespräche zu diesem Vertrag über die Verminderung strategischer Waffen wurden mit Strategic Arms Reduction Talks bezeichnet und ebenfalls mit START abgekürzt.
Die gegenseitigen Inspektionen zur Überwachung des Vertrags haben seit März 2020 nicht mehr stattgefunden. Im Februar 2023 hat Präsident Putin die russische Teilnahme am New START-Vertrag ausgesetzt.

## START I

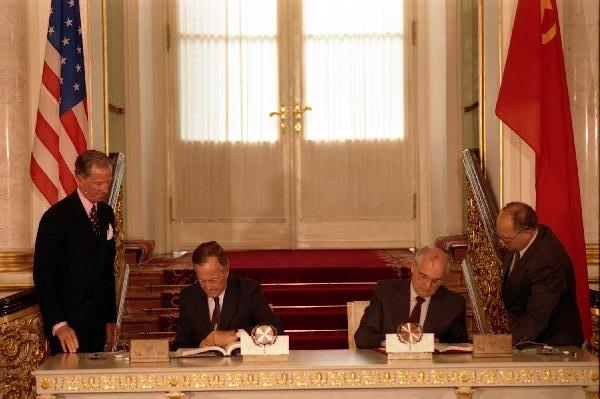
George Bush und Michail Gorbatschow bei der Unterzeichnung von START I in Moskau (1991)

START I wurde Anfang 1982 von US-Präsident Ronald Reagan initiiert. Die Verhandlungen begannen am 29. Juni 1982 in Genf und am 31. Juli 1991, fünf Monate vor dem Zusammenbruch der Sowjetunion, wurde das Abkommen von seinem Nachfolger George Bush und von Michail Gorbatschow unterzeichnet.
Das Abkommen sah eine Verminderung auf 1.600 Trägersysteme mit maximal 6.000 anrechenbaren nuklearen Gefechtsköpfen vor, zudem die Halbierung der schweren sowjetischen Interkontinentalraketen (ICBM) R-36M und eine Obergrenze von 4.900 Atomsprengköpfen auf ICBM und SLBM für beide Seiten. Weitere Vereinbarungen betrafen Verifikationsmaßnahmen z. B. Vor-Ort-Inspektionen und ein Verbot, bei Testflügen von Raketen die übermittelten Telemetriedaten zu verschlüsseln.
Nach dem Ende der Sowjetunion trat START I am 5. Dezember 1994 in Kraft, durch ein Zusatzprotokoll galt das Reglement des Vertrags für die USA, Russland, Belarus, Kasachstan und die Ukraine. Die Ukraine und Kasachstan haben seitdem ihre Atomwaffen vollständig abgerüstet, während Russland ab Ende 2023 wieder taktische Atomwaffen in Belarus stationiert.
Als sich zu Beginn der 1990er Jahre ein weiteres Abkommen, START II, abzeichnete, wurde START in START I umbenannt, Ende Dezember 2009 lief START I aus.

## START II

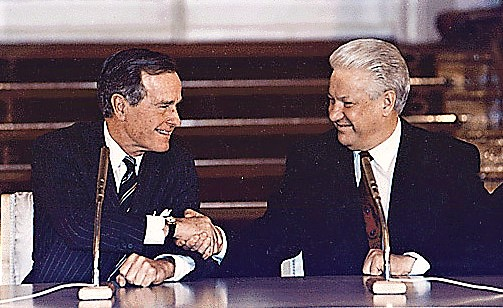
George Bush und Boris Jelzin bei der Unterzeichnung des START II-Vertrages in Moskau (1993)

START II wurde am 3. Januar 1993 von George Bush für die USA und Boris Jelzin für die Russische Föderation unterzeichnet. Der Nachfolger von START I verlangte die Deaktivierung aller landgestützten Interkontinentalraketen mit Mehrfachsprengköpfen MIRV. Damit mussten alle russischen R-36M- und amerikanischen Peacekeeper-Raketen vernichtet werden. Zudem wurde der Abbau der strategischen Atomsprengköpfe bis zum Jahr 2003 auf maximal 3000 bis 3500 pro Seite vereinbart. START II sah aber keine tatsächliche Vernichtung der von den Trägersystemen entfernten Sprengköpfe vor und begrenzte auch nicht die Lagerhaltung der Sprengköpfe.
Der Vertrag nahm seinen Beginn am 17. Juni 1992 mit der Unterzeichnung des Joint Understanding. Die offizielle Unterzeichnung des Abkommens durch die Präsidenten fand am 3. Januar 1993 statt. Die Ratifikation durch den US-Senat erfolgte am 26. Januar 1996 mit einer Mehrheit von 87 zu 4 Stimmen. Die russische Duma jedoch verzögerte die Umsetzung mehrere Jahre lang mit dem Argument, dass der Vertrag „im Vergleich mit den für die USA vorgesehenen Maßnahmen eine ungleich höhere Reduzierung und Umstrukturierung der strategischen Nuklearpotentiale Russlands verlange.“ Ernst Kux vermutete, „[d]as militärisch und wirtschaftlich geschwächte Land klammert sich an eine Supermachtrolle …“. Daneben versuchte Russland bzw. die russische Duma dies als Druckmittel gegen Washington zu nutzen, um den Aufbau eines Raketenabwehrschirms in den USA zu verhindern. Mit der Zeit hatten auch die USA ihr Interesse an START II verloren, zum wichtigsten Punkt wurde nun die Modifikation des ABM-Vertrages, die es den USA erlauben sollte, ein Verteidigungssystem gegen ballistische Raketen zu errichten. Am 14. April 2000 wurde START II schließlich von der Duma doch noch ratifiziert unter der zusätzlichen Bedingung des Verbleibs der USA im ABM-Vertrag (Russland interpretierte diesen so, dass er einen Verteidigungsschirm der USA verhindern würde). Die USA kündigten den ABM-Vertrag wenig später, so dass START II nicht in Kraft trat.
Zuvor hatten beide Seiten 1997 versucht START II nicht scheitern zu lassen, so wurde die Erfüllung des Vertrags und der darin enthaltenen Abrüstungsmaßnahmen um 5 Jahre von 2002 auf Ende 2007 verlängert. Zudem begannen Gespräche zum Abschluss von START III mit dem Ziel einer weiteren massiven Reduzierung der nuklearen Potentiale beider Seite. Allerdings stimmte Russland dem nur unter Vorbehalten zu, u. a. sollten auch die anderen Nuklearmächte mit einbezogen werden. Stattdessen wurde später der Strategic Offensive Reductions Treaty (SORT) geschlossen.

## New START

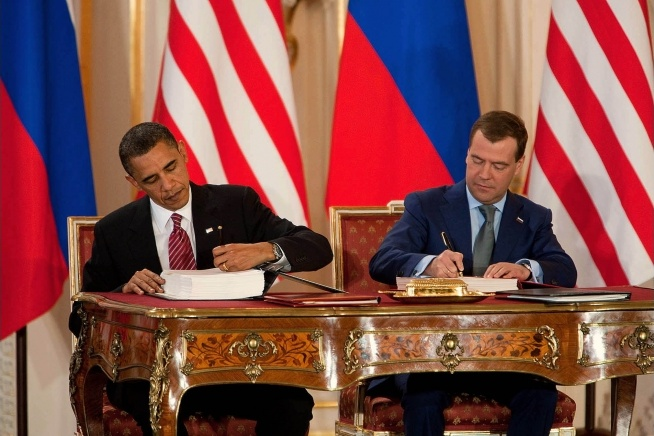
Barack Obama und Dmitri Medwedew bei der Unterzeichnungszeremonie von New START in Prag (2010)

In seiner Prager Rede am 5. April 2009 kündigte US-Präsident Barack Obama an, die beim Londoner G20-Gipfel begonnenen Abrüstungsgespräche mit Russland fortzuführen und noch 2009 einen neuen Vertrag zur Verringerung strategischer Atomwaffen auszuhandeln. Dieses Versprechen wurde mit der Erklärung zur Nicht-Verbreitung der G8 beim Gipfel in L’Aquila aufgegriffen, wo Präsident Obama zudem für März 2010 ein Gipfeltreffen zur weltweiten Nuklearsicherheit ankündigte.
Am 26. März 2010 erklärten Barack Obama und der russische Präsident Dmitri Medwedew, dass die Anzahl der Atomwaffen weiter begrenzt werden soll. Am 8. April 2010 unterzeichneten beide Präsidenten in Prag den bis 2020 gültigen New-START-Vertrag über Maßnahmen zur weiteren Reduzierung und Begrenzung der strategischen Angriffswaffen. Dieser sieht ab der Ratifizierung des Vertrages für die nächsten sieben Jahre eine Reduzierung der Anzahl der Sprengköpfe von 2200 auf je 1550 und der Anzahl der Trägersysteme von 1600 auf 800 vor.
Die Stationierung von 14 Ground-Based Interceptors bei Fort Greely in Alaska und vier weiteren auf der Vandenberg Air Force Base in Kalifornien unterliegen nicht der Beschränkung des Vertrages.
Der Senat der Vereinigten Staaten hat am 22. Dezember 2010 das START-Abkommen ratifiziert. US-Präsident Obama war dabei auf die Unterstützung der Republikanischen Partei angewiesen, da zur Ratifizierung eine Zweidrittelmehrheit notwendig war. Die russische Duma, die bereits vor der Entscheidung des US-Senats ihre Zustimmung angekündigt hatte, ratifizierte das Abkommen am 25. Januar 2011. Mit der Zustimmung des russischen Föderationsrates wurde der Ratifizierungsprozess am 26. Januar 2011 abgeschlossen. Mit dem Austausch der Ratifikationsurkunden durch US-Außenministerin Hillary Clinton und ihren russischen Amtskollegen Sergei Lawrow auf der Münchner Sicherheitskonferenz trat der Vertrag am 5. Februar 2011 in Kraft. Am 11. Februar 2013 kündigte US-Präsident Obama an, das START-Abkommen neu aushandeln zu wollen. Während der Tagung der Kommission zur Überwachung des Vertrags im Oktober 2017 wurde berichtet, die Reduzierung sollte im Februar 2018 abgeschlossen sein.
Präsident Donald Trump hingegen sprach sich während seiner Amtszeit mehrfach gegen Rüstungskontrollen und entsprechende Abkommen aus. Zuletzt sagte er einen Vertrag über den Offenen Himmel ab, welcher die gegenseitige Kontrolle aus der Luft erlauben sollte. Trotzdem trafen sich der US-Sonderbeauftragte Billingslea und der russische Vize-Außenminister Riabakow zu Gesprächen zur Verlängerung des New-START-Abkommens. Präsident Trump bestand darauf, China mit in den Vertrag einzubeziehen, während die Regierung Chinas entgegnete, dass ein Einfrieren oder sogar Abrüsten nicht in Frage käme, da China nur ein Zwanzigstel der Atomsprengköpfe von einem der beiden Supermächte besitzt. Demzufolge müssten Großbritannien und Frankreich ebenso einbezogen werden, da sie ähnlich viele Atomwaffen besitzen. Die chinesische Regierung vermutete hinter der Forderung Trumps, die Verhandlungen absichtlich scheitern zu lassen.
Ende Januar 2021 unterzeichnete der russische Präsident Wladimir Putin eine mit den USA ausgehandelte Vereinbarung zur Verlängerung von New START, dem letzten großen atomaren Abrüstungsvertrag der beiden Staaten, um fünf weitere Jahre. Anfang Februar 2021 unterschrieb auch US-Präsident Joe Biden. Im August 2022 gab das russische Außenministerium bekannt, dass es Kontrollen von Atomwaffenbeständen im Rahmen des Abkommens vorerst aussetze. Das Außenministerium gab an, dass Russland wegen der Sanktionen gegen seine Flugzeuge in Zusammenhang mit dem Russisch-Ukrainischen Krieg keine Inspekteure in die USA fliegen könne. Deshalb würde eine Wiederaufnahme der US-Inspektionen auf russischem Gebiet den Amerikanern einen Vorteil verschaffen. Man werde sich aber weiter an New START halten. Am 21. Februar 2023 setzte Wladimir Putin die Teilnahme an New START aus. Das russische Außenministerium erklärte noch am selben Tag, Russland werde sich weiter an die Obergrenzen für nukleare Trägersysteme halten. Das russische Verteidigungsministerium erklärte am Tag darauf das gleiche und ergänzte, dass die USA, wie zuvor, weiterhin über Verlegungen von russischen Atomstreitkräften unterrichtet würden, „um Fehlalarme zu verhindern“.

## Tabellarische Übersichten

### Kernwaffenarsenale Russland und USA
|          | Vorhandene ICBMs mit Startplattformen, vorhandene SLBMs mit Startplattformen, und vorhandene Bomben | Sprengköpfe zu vorhandenen ICBMs, SLBMs und Bomben | Sprengköpfe zu vorhandenen ICBMs und SLBMs | Sprengkraft der vorhandenen ICBMs und SLBMs (in MT) |
| -------- | --------------------------------------------------------------------------------------------------- | -------------------------------------------------- | ------------------------------------------ | --------------------------------------------------- |
| Russland | 809                                                                                                 | 3.897                                              | 3.289                                      | 2.297                                               |
| USA      | 1.188                                                                                               | 5.916                                              | 4.864                                      | 1.857,3                                             |

| Datum                     | Einsatzbereite ICBMs, SLBMs und deren Trägersysteme und strategische Bomber | Gefechtsköpfe auf ICBMs, SLBMs und strategischen Bombern | Gefechtsköpfe auf ICBMs und SLBMs | Sprengkraft der einsatzbereiten ICBMs und SLBMs (in MT) |
| ------------------------- | --------------------------------------------------------------------------- | -------------------------------------------------------- | --------------------------------- | ------------------------------------------------------- |
| 1. Juli 2009              | 809                                                                         | 3.897                                                    | 3.289                             | 2.297,0                                                 |
| 1. Januar 2009            | 814                                                                         | 3.909                                                    | 3.239                             | 2.301,8                                                 |
| 1. Januar 2008            | 952                                                                         | 4.147                                                    | 3.515                             | 2.373,5                                                 |
| 1. September 1990 (UdSSR) | 2.500                                                                       | 10.271                                                   | 9.416                             | 6.626,3                                                 |

| Datum             | Einsatzbereite ICBMs, SLBMs und deren Trägersysteme und strategische Bomber | Gefechtsköpfe auf ICBMs, SLBMs und strategischen Bombern | Gefechtsköpfe auf ICBMs und SLBMs | Sprengkraft der einsatzbereiten ICBMs und SLBMs (in MT) |
| ----------------- | --------------------------------------------------------------------------- | -------------------------------------------------------- | --------------------------------- | ------------------------------------------------------- |
| 1. Juli 2009      | 1.188                                                                       | 5.916                                                    | 4.864                             | 1.857,3                                                 |
| 1. Januar 2009    | 1.198                                                                       | 5.576                                                    | 4.514                             | 1.717,3                                                 |
| 1. Januar 2008    | 1.225                                                                       | 5.914                                                    | 4.816                             | 1.826,1                                                 |
| 1. September 1990 | 2.246                                                                       | 10.563                                                   | 8.210                             | 2.361,3                                                 |

### Operative Atomstreitkräfte

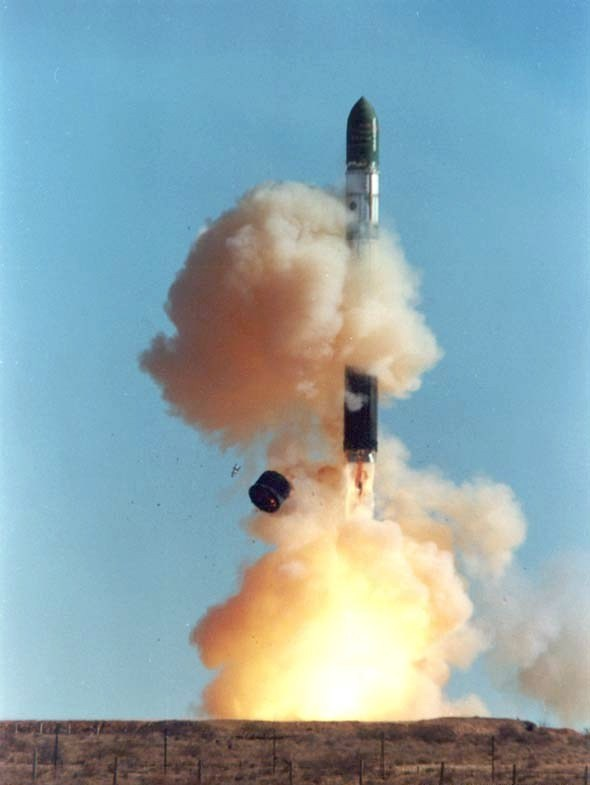
Start einer Dnepr-Rakete, einer demilitarisierten R-36MUTTCh (SS-18 mod 4)

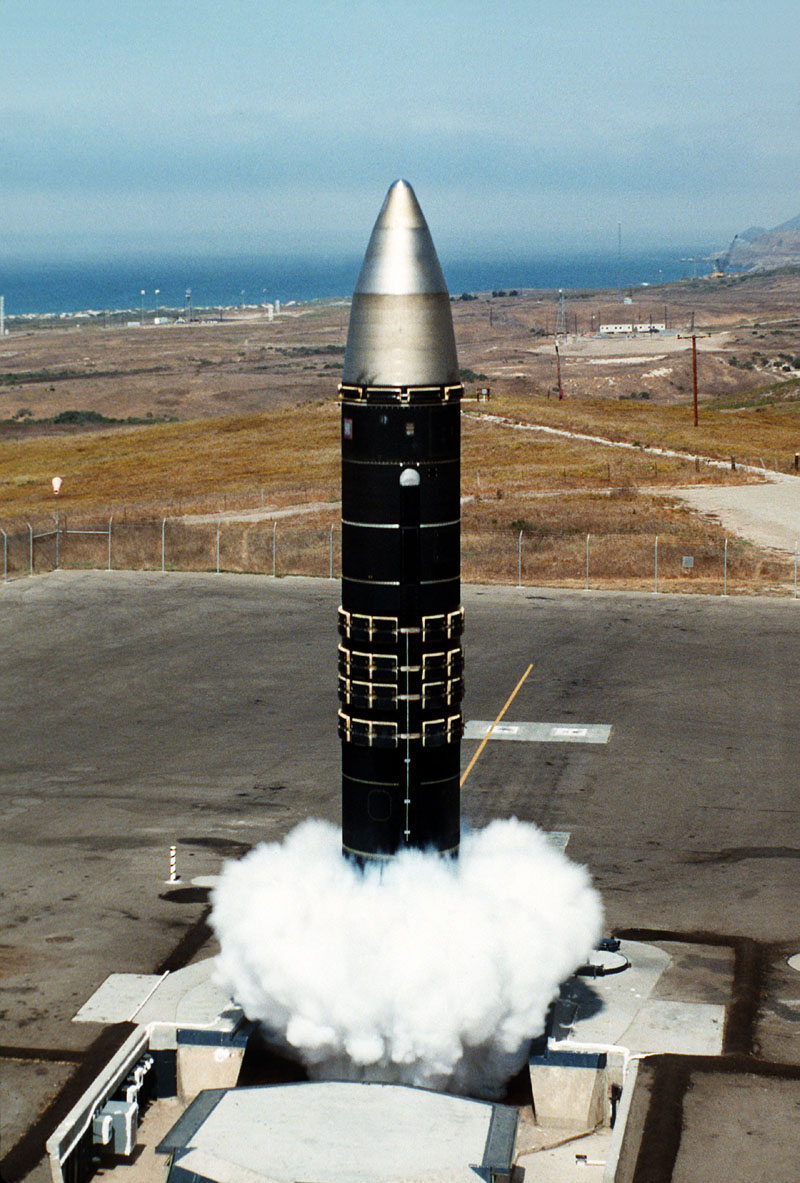
Start einer LGM-118A-Peacekeeper-Rakete

|                                  | Startplattformen | Sprengköpfe |
| -------------------------------- | ---------------- | ----------- |
| R-36M UTTCh / M2 (SS-18 M4/M5)   | 68               | 680         |
| UR-100N UTTCh (SS-19)            | 72               | 432         |
| RT-2PM Topol mobile (SS-25)      | 180              | 180         |
| RT-2PM2 Topol M silo (SS-27)     | 50               | 50          |
| RT-2PM2 Topol M mobil (SS-27 M1) | 15               | 15          |
| RS-24 Yars mobil (SS-27 Mod-X-2) | 0                | 0           |
| ICBM (total)                     | 383              | 1.355       |
| R-29 RL (SS-N-18)                | 4/64             | 192         |
| R-29 RM (SS-N-23)                | 3/48             | 192         |
| R-29 RMU Sinewa (SS-N-23)        | 3/48             | 192         |
| RSM-56 Bulava (SS-N-X-30)        | (2/0)            | 0           |
| SLBM (total)                     | 10/160           | 576         |
| Tupolew Tu-95 MS6 (Bear H6)      | 32               | 192         |
| Tupolew Tu-95 MS16 (Bear H16)    | 31               | 496         |
| Tupolew Tu-160 (Blackjack)       | 14               | 168         |
| Bomber (total)                   | 77               | 856         |
| Atomstreitkräfte (total)         | 620              | 2.787       |

|                                    | Startplattformen | Sprengköpfe |
| ---------------------------------- | ---------------- | ----------- |
| Minuteman III W78/Mk12A            | 250              | 350         |
| Minuteman III W87/Mk21             | 200              | 200         |
| ICBM (total)                       | 450              | 550         |
| UGM-133A Trident II D-5 W76-0/Mk4  | 288              | 718         |
| UGM-133A Trident II D-5 W76-1/Mk4A | 288              | 50          |
| UGM-133A Trident II D-5 W88/Mk5    | 288              | 384         |
| SLBM (total)                       | 288              | 1.152       |
| B-2                                | 20               | na          |
| B-52H                              | 93               | na          |
| B61-7                              | na               | 150         |
| B61-11                             | na               |             |
| B-83                               | na               |             |
| ALCM/W80-1                         | na               | 350         |
| Bomber (total)                     | 113              | 500         |
| Atomstreitkräfte (total)           | 851              | 2.202       |